# Alopecuroceras coloratum
Alopecuroceras coloratum är en tvåvingeart som beskrevs av Lindner 1936. Alopecuroceras coloratum ingår i släktet Alopecuroceras och familjen vapenflugor.
Artens utbredningsområde är Madagaskar. Inga underarter finns listade i Catalogue of Life.